# 1969 – 1999
1969 – 1999 (auch: Zwanzig Hits aus Dreissig Jahren) ist ein Best-of-Album der deutschen Rockband Puhdys. Es erschien am 8. März 1999 über das Label BMG.

## Inhalt
Die auf dem Album enthaltenen Lieder stammen überwiegend von den vorher veröffentlichten Studioalben der Puhdys. So sind drei Songs von dem Debütalbum Die Puhdys von 1974 enthalten. Ebenfalls drei Tracks wurden zuvor auf Das Buch (1984) veröffentlicht. Je zwei Titel erschienen auf den Alben Heiß wie Schnee und Schattenreiter. Die Tonträger Sturmvogel, Perlenfischer, Die großen Erfolge, 10 wilde Jahre, Neue Helden, Wie ein Engel und Frei wie die Geier sind mit je einem Lied vertreten. Außerdem stammt der Song Hey, wir woll’n die Eisbärn sehn von der Single Bye, bye … H’arryvederci. Mit Königin und Süden sind auch zwei zuvor unveröffentlichte Stücke auf dem Album enthalten.

## Produktion
An der Produktion der für die Kompilation ausgewählten Lieder waren verschiedene Musikproduzenten beteiligt. So wurden sieben der zwanzig Songs von Bernd Wendlandt in Zusammenarbeit mit Ingo Politz produziert. Ebenfalls sieben Titel produzierten Helmar Federowski und Karl-Heinz Ocasek (drei davon mit Volkmar Andrä). Zwei Produktionen stammen von André Kuntze, während Helmuth Rüssmann, Rainer Oleak sowie Thomas Brück für je ein Stück verantwortlich zeichnen. Das Lied Kleiner Planet wurde von den Puhdys-Mitgliedern Dieter Birr und Peter Meyer selbst produziert.
Auf dem Albumcover ist zu lesen, dass neben den bisher unveröffentlichten Liedern („zwei brandneue Songs“) auch „acht Hits neu produziert“ wurden. Das betrifft alle von Bernd Wendlandt/Ingo Politz und Rainer Oleak produzierten Lieder sowie das von André Kuntze produzierte Lebenszeit – die Produzenten waren zur Zeit der Erstveröffentlichung dieser Lieder zu jung, zum Teil noch Schüler, und begannen erst Ende der 1980er beziehungsweise Beginn der 1990er Jahre selbst zu produzieren – und ebenfalls das von Helmuth Rüssmann produzierte und als Single ausgekoppelte Alt wie ein Baum ’99.

## Covergestaltung
Das Albumcover zeigt die Bandmitglieder, die schwarze Anzüge und Hüte tragen und die Buchstaben des Wortes Puhdys durch verschiedene Körperhaltungen formen. Im oberen Teil des Covers stehen der Titel 1969 – 1999 in Dunkelgrau sowie der Schriftzug Puhdys in großen roten Buchstaben. Rechts unten im Bild befinden sich verschiedene Anmerkungen zum Inhalt des Albums in Grau. Der Hintergrund ist komplett weiß gehalten.

## Titelliste
| #  | Titel                            | Produzent                                           | Länge | Original-Album (Jahr)                   |
| -- | -------------------------------- | --------------------------------------------------- | ----- | --------------------------------------- |
| 1  | Geh zu ihr                       | Bernd Wendlandt, Ingo Politz                        | 2:39  | Die Puhdys (1974)                       |
| 2  | Lebenszeit                       | André Kuntze                                        | 3:27  | Sturmvogel (1976)                       |
| 3  | Königin                          | Bernd Wendlandt, Ingo Politz                        | 3:45  | zuvor unveröffentlicht                  |
| 4  | Wenn Träume sterben              | Bernd Wendlandt, Ingo Politz                        | 4:05  | Perlenfischer (1977)                    |
| 5  | Was bleibt                       | Bernd Wendlandt, Ingo Politz                        | 4:11  | Wie ein Engel (1992)                    |
| 6  | Wenn ein Mensch lebt             | Bernd Wendlandt, Ingo Politz                        | 3:19  | Die Puhdys (1974)                       |
| 7  | Hey, John                        | Helmar Federowski, Karl-Heinz Ocasek                | 3:47  | Schattenreiter (1982)                   |
| 8  | Ich will nicht vergessen         | Volkmar Andrä, Helmar Federowski, Karl-Heinz Ocasek | 3:56  | Das Buch (1984)                         |
| 9  | Doch die Gitter schweigen        | Helmar Federowski, Karl-Heinz Ocasek                | 3:49  | 10 wilde Jahre (1979)                   |
| 10 | Türen öffnen sich zur Stadt      | Bernd Wendlandt, Ingo Politz                        | 4:33  | Die Puhdys (1974)                       |
| 11 | Melanie                          | Helmar Federowski, Karl-Heinz Ocasek                | 3:55  | Heiß wie Schnee (1980)                  |
| 12 | Bis ans Ende der Welt            | Helmar Federowski, Karl-Heinz Ocasek                | 5:26  | Heiß wie Schnee (1980)                  |
| 13 | An den Ufern der Nacht           | Rainer Oleak                                        | 3:48  | Schattenreiter (1982)                   |
| 14 | Kleiner Planet                   | Dieter Birr, Peter Meyer                            | 4:25  | Neue Helden (1989)                      |
| 15 | Alt wie ein Baum ’99             | Helmuth Rüssmann                                    | 3:09  | Die großen Erfolge (1977)               |
| 16 | Rockerrente                      | Volkmar Andrä, Helmar Federowski, Karl-Heinz Ocasek | 3:58  | Das Buch (1984)                         |
| 17 | Hey, wir woll’n die Eisbärn sehn | André Kuntze                                        | 3:52  | Bye, bye … H’arryvederci (Single, 1997) |
| 18 | Süden                            | Bernd Wendlandt, Ingo Politz                        | 2:44  | zuvor unveröffentlicht                  |
| 19 | Steh auf und lauf                | Thomas Brück                                        | 3:29  | Frei wie die Geier (1997)               |
| 20 | Das Buch                         | Volkmar Andrä, Helmar Federowski, Karl-Heinz Ocasek | 5:13  | Das Buch (1984)                         |

## Chartplatzierungen und Singles
Das Album stieg am 22. März 1999 auf Platz 36 in die deutschen Charts ein und belegte in den folgenden Wochen die Ränge 50 und 47. Insgesamt konnte sich der Tonträger acht Wochen in den Top 100 halten. In Österreich und der Schweiz erreichte das Album die Charts nicht.
Als Singles wurden die Lieder Alt wie ein Baum ’99 und Wenn ein Mensch lebt / Geh zu ihr ausgekoppelt, die sich allerdings nicht in den Charts platzieren konnten.